# Nílus-szobor (Nápoly)
A Nílus-szobor az azonos nevű kis téren (Piazetta Nilo) található Nápolyban. A Római Birodalom idején alexandriai (Egyiptom) telepesek költöztek a városnak ezen részébe és ekkor emelték a szobrot, a Nílust istenítő kultusz számára. A telepesek távozása után a szobor is feledésbe merült. A 15. század során találtak rá a fejnélküli szoborra, melyről azt feltételezték, hogy egy gyerekeit gondozó anyát ábrázol. Innen származik a Corpo di Napoli („Nápoly teste”) megnevezése. A 17. század során egészítették ki a szobrot a hiányzó, szakállas öreget ábrázoló fejjel.
A tér neve eredetileg Bisi volt, ami a helyi nyelvjárásban "akasztottat" jelent, tudniillik itt haladt át a menet, mely az elítélteket a bitófához kísérte. A téren áll még a Sant’Angelo a Nilo templom, mely Donatello egyetlen nápolyi munkáját őrzi.